# Pfaffenheim
Pfaffenheim é uma comuna francesa na região administrativa de Grande Leste, no departamento Alto Reno. Estende-se por uma área de 14,49 km². Em 2010 a comuna tinha 1 465 habitantes (densidade: 101,1 hab./km²).